# V – Die Verbrauchershow
V – Die Verbrauchershow war eine deutsche Ratgebersendung auf dem Privatsender RTL.
Die Show wurde 2007 sonntags von 19:05 Uhr bis 20:15 Uhr ausgestrahlt und von Marco Schreyl moderiert. Es wurden acht Folgen produziert und ausgestrahlt.

## Inhalt
In dieser Sendung wurden Dinge, die im Alltag oder im Haushalt gebraucht werden, getestet. Außerdem wurde auf mögliche Gefahren und Betrügereien hingewiesen. Studiogäste waren meist Experten, Betroffene und Prominente. Partner waren unter anderem die Stiftung Warentest, der TÜV Rheinland und die Dekra.

## Einschaltquoten
Die erste Episode vom 4. Februar 2007 sahen 3,72 Millionen Zuschauer (Marktanteil: 11,7 Prozent). In der werberelevanten Zielgruppe waren es 2,01 Millionen Zuschauer bei 16,3 Prozent Marktanteil. Die Folge vom 4. März 2007 sahen insgesamt 3,02 Millionen Zuschauer bei einem Marktanteil von 8,1 Prozent Marktanteil, in der Gruppe der 14- bis 49-Jährigen lag der Marktanteil bei 14,0 Prozent Marktanteil.